# فستان زفاف الأميرة أليس

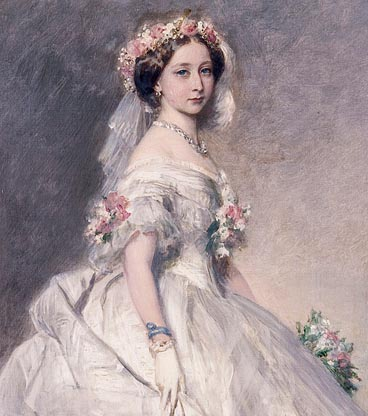
أليس في فستان زفاف ارتدته في جلسة رسم، عام 1859 وليس في يوم زفافها

فستان زفاف أليس أميرة المملكة المتحدة. أليس هي الابنة الثانية للملكة فيكتوريا والأمير ألبرت. في 1 تموز عام 1862، في غرفة الطعام من منزل أوزبورن على جزيرة وايت، تزوجت من لويس أمير هيس. كان الزفاف بعد سبعة أشهر من وفاة الأمير الزوج، فكانت الأسرة الملكية لا تزال في حالة حزن لا تسمح بإقامة عرس كبير فاختاروا هذا المكان لتقتصر الدعوة على أفراد معينة.
ارتدت ثوبًا فيه كشكشة من دانتيل هونيتون ومسكة زهور من زهور البرتقال والريحان. كان الفستان بسيطًا بدون ذيل. تقول الملكة فيكتوريا«إن حفل زفاف المسكينة أليس كان أشبه بالجنازة».